# Adam Cole
Austin Jenkins (* 5. Juli 1989 in Lancaster, Pennsylvania), besser bekannt unter seinem Ringnamen Adam Cole, ist ein US-amerikanischer Wrestler, der derzeit bei All Elite Wrestling unter Vertrag steht. Seine größten Erfolge sind der dreifache Erhalt der ROH World Championship und der NXT Championship bei WWE.

## Wrestling-Karriere

### Independent-Ligen (2008–2017)
Austin Jenkins begann seine Karriere 2008. Unter dem Ringnamen Adam Cole machte er sich in der Independentszene einen Namen. Sein erstes Match bestritt er am 26. April 2008 bei American Championship Pro Wrestling.
Seinen ersten Wrestlingtitel, nämlich die MCW Rage Television Championship, gewann er am 7. August 2009 bei Maryland Championship Wrestling unter dem Ringnamen Adam Carelle. Den Titel konnte er zwei Mal gewinnen, allerdings hielt er den Titel in seiner zweiten Titelregentschaft unter dem Ringnamen Adam Cole.
Während seiner Karriere trat er für zahlreiche Wrestlingligen an. Die Berühmtesten waren die Ligen Combat Zone Wrestling, Pro Wrestling Guerrilla, Ring of Honor und New Japan Pro-Wrestling.

### Ring of Honor Wrestling (2009–2017)
Seine größten Erfolge feierte er bei Ring of Honor. Dort konnte er die ROH World Television Championship und 3 Mal die ROH World Championship gewinnen. Außerdem gewann er bei Pro Wrestling Guerrilla die PWG World Championship und 2012 das Turnier Battle of Los Angeles, welches eines der bekanntesten Turniere im Independentberreich ist.
Am 8. Mai 2016 beim Ring of Honor PPV Global Wars 2016 schloss er sich dem BULLET CLUB, einer der berühmtesten Wrestlinggruppierungen der Welt, an. Am 14. Mai 2017 beim PPV War of the Worlds, welches von Ring of Honor und New Japan Pro Wrestling jährlich veranstaltet wird, wurde er von Kenny Omega aus dem BULLET CLUB ausgeschlossen.
Seinen letzten Auftritt in der Independszene hatte er am 5. August 2017 bei der Liga WrestleCircus, als er und Britt Baker ihre WC Big Top Tag Team Championship an  Roppongi Vice (Beretta & Rocky Romero) verloren.

### WWE (2017–2021)

#### NXT und The Undisputed Era (2017–2021)

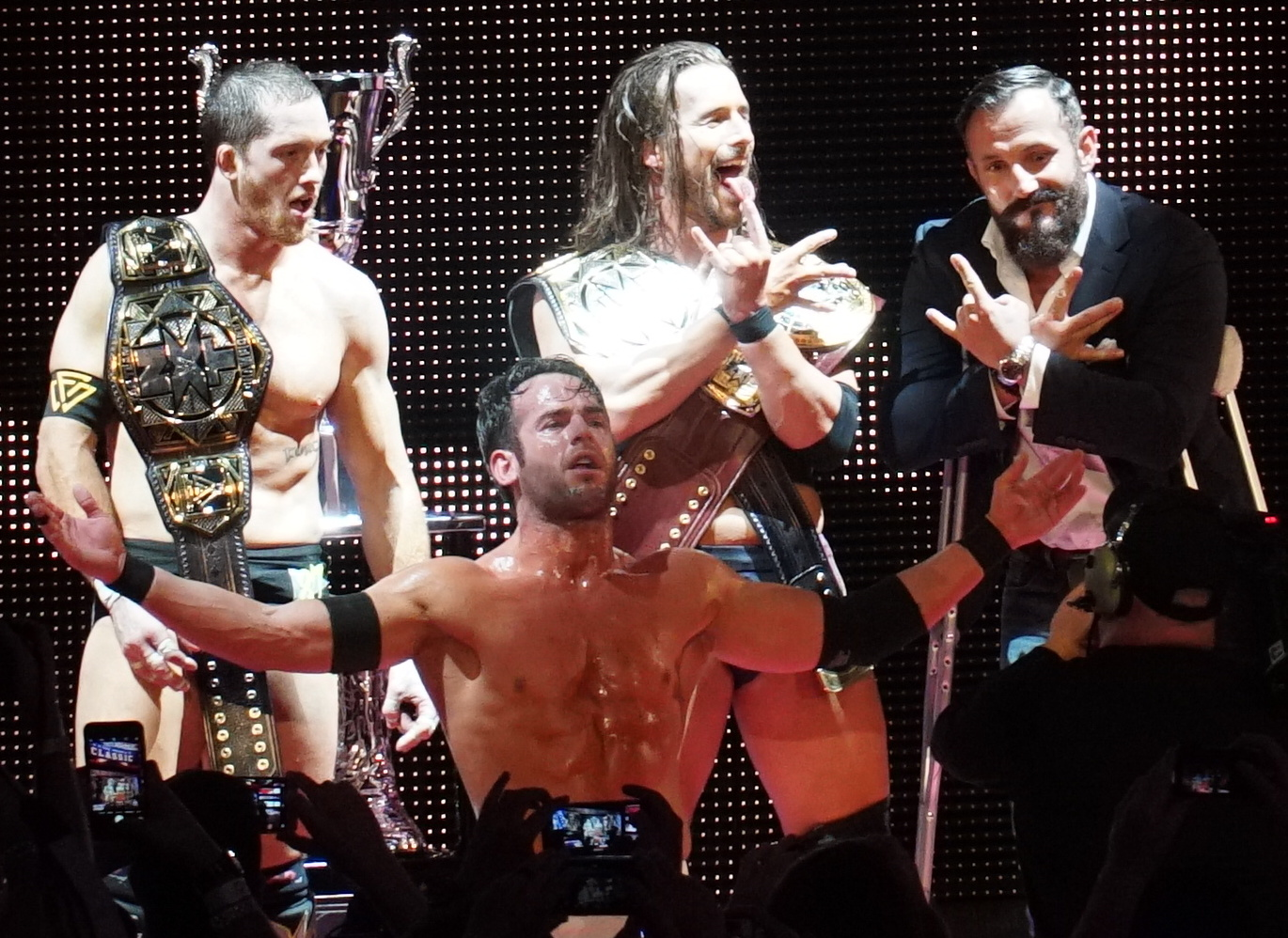
NXT Tag Team Champions und Dusty Rhodes Tag Team Classic Sieger The Undisputed Era im Jahr 2018

Am 16. August 2017 gab WWE die Verpflichtung von Adam Cole bekannt. Sein Debüt folgte drei Tage später bei NXT bei der Großveranstaltung NXT TakeOver: Brooklyn III. Dort attackierte er mit Kyle O’Reilly und Bobby Fish den NXT Champion Drew McIntyre. Seitdem bilden die Drei das Stable The Undisputed Era.
Bei den Aufzeichnungen, für die NXT-Ausgabe vom 20. Dezember 2017, gewannen seine Stable-Kollegen Kyle O’Reilly und Bobby Fish von SanitY die NXT Tag Team Championship. Durch die anerkannte Freebird Rule wurde er ebenfalls NXT Tag Team Champion. Am 7. April 2018 bei NXT TakeOver: New Orleans schloss sich Roderick Strong ihren Stable an, nachdem er seinen Tag Team-Partner Pete Dunne hinterging und sich der Undisputed Era anschloss. Durch diesen Sieg verteidigten Undisputed Era nicht nur die NXT Tag Team Championship, sondern gewannen auch die Dusty Rhodes Tag Team Classic. Noch zuvor am selben Abend krönte sich Adam Cole als erster Titelträger der NXT North American Championship, nachdem er sich gegen EC3, Killian Dain, Ricochet, Lars Sullivan und Velveteen Dream in einem Six-Man-Ladder-Match durchgesetzt hatte. Die Regentschaft als NXT Tag Team Champion hielt 202 Tage und verloren die Titel dann schlussendlich an Moustache Mountain Tyler Bate und Trent Seven am 19. Juni 2018 beim WWE United Kingdom Championship Tournament in London, England. Seine Regentschaft als North American Champion hielt 133 Tage und verlor dann schlussendlich den Titel an Ricochet am 18. August 2018 bei TakeOver: Brooklyn IV. Am 5. April 2019 bestritt Cole ein 2 Out Of 3 Falls Match um die vakante NXT Championship gegen Johnny Gargano, welches er jedoch 2:1 verlor. Am 1. Juni 2019 bestritt Cole ein weiteres Match um die NXT Championship gegen Johnny Gargano bei TakeOver: XXV, dieses Match gewann er und konnte sich somit seinen ersten NXT Championship sichern und wurde somit zum zweiten Triple Crown Champion bei NXT. Am 10. August 2019 bestritt er ein weiteres Match gegen Gargano bei NXT TakeOver: Toronto um seinen NXT Championship, dieses Match gewann er.
Am 23. November 2019 bestritt er zusammen mit seinen Undisputed ERA Kollegen bei NXT TakeOver: WarGames III ein War Games Match gegen Tommaso Ciampa, Keith Lee, Dominik Dijakovic und Kevin Owens. Dieses Match verlor er. Am 24. November 2019 bestritt er bei WWE Survivor Series ein Match um seinen NXT Championship gegen Pete Dunne, dieses Match gewann er. Den Titel verlor er dann nach einer Regentschaft von 403 Tagen am 8. Juli 2020 an Keith Lee.
Bei NXT TakeOver: WarGames IV am 6. Dezember 2020, bestritt er zusammen mit seinen Undisputed Era Kollegen ein War Games-Match, dieses gewannen sie. Am 8. April 2021 bestritt er bei NXT TakeOver: Stand and Deliver ein Unsanctioned Match gegen O’Reilly, dieses verlor er jedoch. Dies führte zu weiteren Matches zwischen beiden, das Finale Match, fand am 22. August 2021 bei NXT TakeOver: 36 statt, dieses verlor er ebenfalls. Am 23. August 2021 wurde berichtet, dass dies der letzte Auftritt von Cole bei NXT war. Hiernach lief sein Vertrag bei der WWE aus, da er diesen nicht verlängerte.

### All Elite Wrestling (seit 2021)
Beim PPV All Out vom 5. September 2021 gab Adam Cole sein Debüt nach dem Titelmatch zwischen Kenny Omega gegen Christian Cage, wo er der Elite von Omega und den Young Bucks beitrat.

## Sonstiges
- Sein Markenzeichen ist der Aufruf Bay Bay nach der Nennung seines Namens, welcher von den Fans gewöhnlich lautstark mitgebrüllt wird.
- Jenkins ist mit der Wrestlerin und Zahnärztin Brittany Baker D.M.D. liiert, die unter ihrem echten Namen und akademischem Titel bei All Elite Wrestling antritt.

## Titel und Auszeichnungen

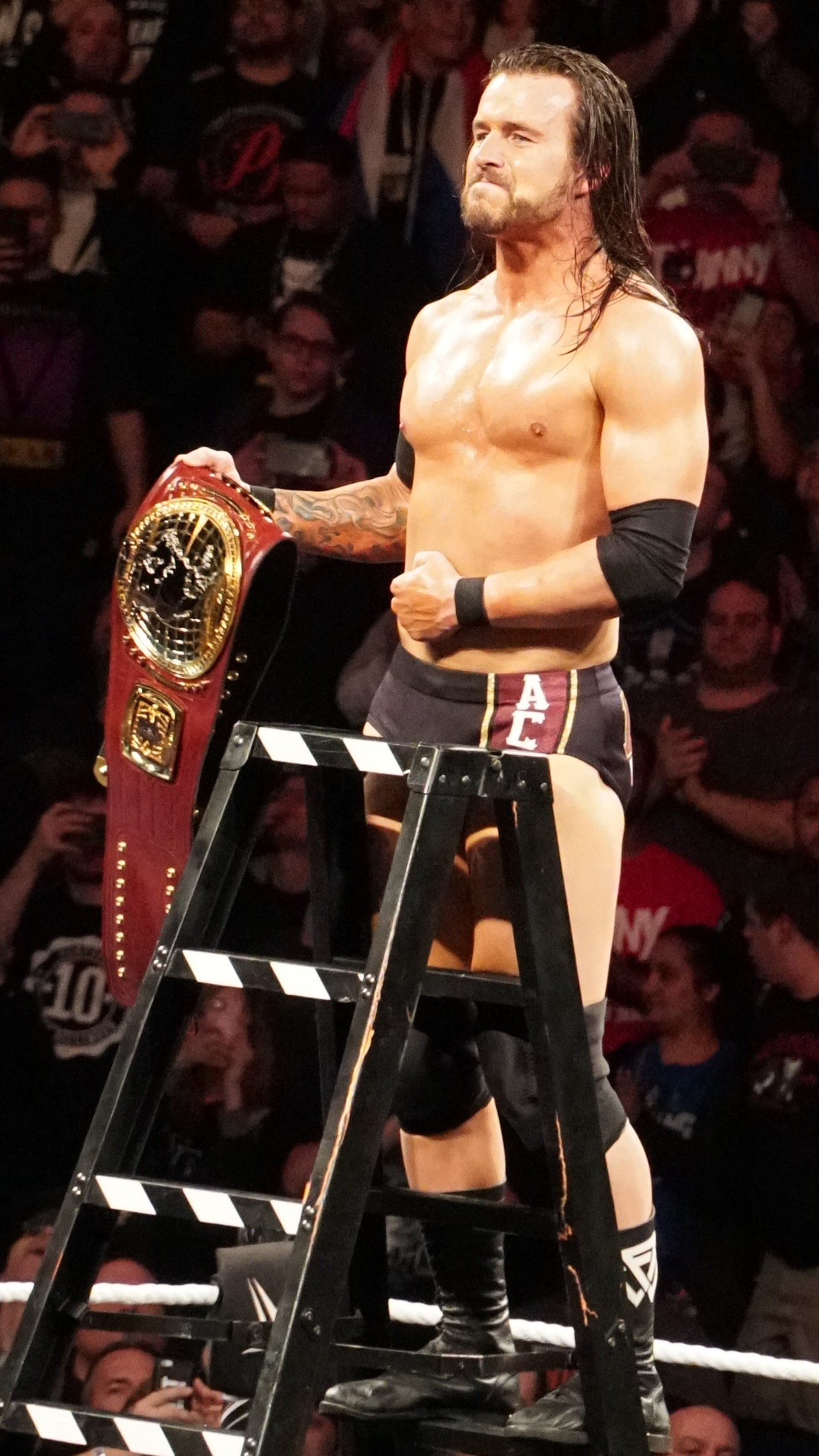
NXT North American Champion Adam Cole bei TakeOver: New Orleans 2018

### Titel
- All Elite Wrestling
  - 1× TNT Champion

- Combat Zone Wrestling
  - 1× CZW World Junior Heavyweight Champion

- Eastern Wrestling Alliance
  - 1× EWA Cruiserweight Champion

- International Wrestling Cartel
  - 1× IWC Super Indy Champion

- Maryland Championship Wrestling
  - 2× MCW Rage Television Champion

- New Horizon Pro Wrestling
  - 1× NHPW Art of Fighting Champion

- Premiere Wrestling Xperience
  - 1× PWX Heavyweight Champion

- Preston City Wrestling
  - 1× PCW Cruiserweight Champion

- Pro Wrestling Guerrilla
  - 1× PWG World Champion

- Pro Wrestling World-1
  - 1× World-1 North American Champion

- Real Championship Wrestling
  - 1× RCW Cruiserweight Champion
  - 1× RCW Tag Team Champion mit Devon Moore

- Ring of Honor
  - 3× ROH World Champion
  - 1× ROH World Tag Team Champion mit MJF
  - 1× ROH World Television Champion

- WrestleCircus
  - 1× Big Top Tag Team Champion mit Britt Baker

- World Wrestling Entertainment
  - 1× NXT Champion
  - 1× NXT North American Champion (erster Titelträger)
  - 1× NXT Tag Team Champion mit Kyle O’Reilly und Bobby Fish

- World Wrestling League
  - 1× WWL Heavyweight Champion

- WXW C4
  - 1× WXW C4 Hybrid Champion

### Auszeichnungen
- All Elite Wrestling
  - 2022: Erster Men's Owen Hart Cup Sieger
  - 2023: Blind Eliminator Tag Team Tournament Sieger mit MJF

- Combat Zone Wrestling
  - 2011: Best of the Best X Sieger

- Ground Breaking Wrestling
  - 2009: Battle of Gettysburg Sieger

- International Wrestling Cartel
  - 2017: Super Indy 16 Sieger

- Maryland Championship Wrestling
  - 2012: Shane Shamrock Memorial Cup Sieger

- Pro Wrestling Guerrilla
  - 2012: Battle of Los Angeles Sieger

- Pro Wrestling World-1
  - 2010: Shinya Hashimoto Memorial Cup Sieger

- Ring of Honor
  - 2014: Survival of the Fittest Sieger

- World Wrestling Entertainment
  - 2018: Dusty Rhodes Tag Team Classic Sieger mit Kyle O’Reilly